# Cyril Black
Cyril Wilson Black (ur. 8 kwietnia 1902, zm. 29 października 1991) – brytyjski polityk, poseł okręgu Wimbledon (Londyn) od 1950 do 1970, członek Partii Konserwatywnej.
Odebrał wykształcenie w King’s College School.
Był aktywnym baptystą, przewodniczył Londyńskiemu Stowarzyszeniu Baptystów. Należał do konserwatywnego skrzydła organizacji, sprzeciwiającemu się ekumenizmowi.